# Komodovaran
Komodovaranen er verdens største nulevende øgleart. Dyrene bliver sædvanligvis 2–3 meter lange. I naturen bliver voksne individer ca. 70 kg, mens de i fangenskab ofte vejer mere. Det største vilde eksemplar var 3,13 meter langt og vejede 166 kg inklusiv ufordøjet mad. Komodovaranen er i dag fredet, og af de omkring 6.000 vilde varaner lever størstedelen på den indonesiske ø Komodo.
Komodovaranenen har som voksen en brynje, under huden med skæl, af mange små knogler.
Komodovaraner er kødædere. De æder ådsler, men jagter også levende dyr. De sniger sig ind på byttet og spurter frem med en fart på op til 20 km/t.
Komodovaraner har i gabet op til 20 forskellige bakterier. Ifølge en gammel forkert teori, vil angrebne dyr efter kort tid dø af infektion fra bakterierne efter bid. Varanen overfører faktisk sin egen langsomtvirkende slangegift ved bid fra sin underkæbe. Varanen kan lugte sig frem til det døde dyr op til 15 km væk.